# Sissel Marie Rønbeck
Sissel Marie Rønbeck, född 24 maj 1950 i Hammerfest, är en norsk politiker som representerar Arbeiderpartiet. 1979 blev hon Forbruker- og administrasjonsminister och var då Norges yngsta statsråd. Hon har också varit kommunikationsminister (samferdselminister) (1996–1997) och miljöminister (1986–1989). Hon är sedan 1994 medlem av Norska Nobelkommittén.

## Privatliv
Sissel Marie Rønbeck är gift med Arne Wam och har två barn. Hon var tidigare gift med Bjørn Tore Godal. Hon är syster till Kåre Rønbeck.